# Biodiversidade de Angola
A biodiversidade de Angola é composta pela sua fauna e flora.

## Anfíbios
Angola é um dos países mais ricos em herpetofauna da região, com espécies de anuros de 25 géneros diferentes, pertencentes a treze famílias de anfíbios. As famílias com maior diversidade, compreendendo quase 75% das espécies de anfíbios presentes são Hyperoliidae, Ptychadenidae, Bufonidae e Arthroleptidae. Só é superada em número de espécies pela República Democrática do Congo e África do Sul na região, e conta com 15% de espécies endémicas.

## Répteis
Foram descritas em Angola espécies de 101 géneros, que fazem parte de 22 famílias de répteis, excluindo tartarugas marinhas. Dentre as tartarugas estão presentes membros das famílias Pelomedusidae, Trionychidae e Testudinidae. Mais de um terço das espécies de Squamata presentes no território pertencem às famílias Lamprophiidae e Scincidae. Angola é um dos países africanos com maior número de espécies de répteis, a seguir à África do Sul, Tanzânia e República Democrática do Congo.